# Vermeulen (bedrijf)
Vermeulen is een bedrijf te Weert, dat actief is in de orgelbouw. Het bedrijf bouwde vooral voor rooms-katholieke kerkgebouwen. Ook restaureert het historische orgels.

## Geschiedenis
De familie Vermeulen is al eeuwenlang verbonden met de orgelbouw. De oorsprong van het bedrijf gaat terug tot 1700, toen Henricus Beerens te Nederweert orgels en orgelkasten bouwde. In 1730 werd door dit bedrijf het orgel te Bocholt gebouwd. Henricus' dochter Maria Beerens trouwde met Petrus Vermeulen, welke samen met Johannes Beerens het bedrijf voortzette. Eind 18e eeuw verhuisde het bedrijf naar Weert.
In 1850 trouwde Elisabeth Vermeulen met Matieu van Dinter, een telg uit een orgelbouwersfamilie te Tienen. Een nieuwe werkplaats aan de Langstraat werd geopend. Matieu verhuisde in 1869 naar Detroit. Lambert Vermeulen en zijn neef Jan Vermeulen bleven in Weert, en breidden het bedrijf verder uit. In 1871 werd verhuisd naar de Hoogstraat. In 1900 verhuisde ene Joseph Vermeulen naar Alkmaar en nam daar het orgelbedrijf L. Ypma over. Het bedrijf maakte zich voortaan bekend onder de naam: Gebr. Vermeulen, Weert en Alkmaar. In 1930 vierde het bedrijf het 200-jarig jubileum. Men had toen reeds een 250-tal orgels gebouwd.
In 1987 werd door Joost Vermeulen de Alkmaarse firma bij het Zaanse Flentrop gevoegd, en in 1998 werd door Frans Vermeulen, wegens gebrek aan opvolging, ook de Weerter orgelbouwfirma bij Flentrop ingebracht. Deze firma is nu een dochteronderneming van Flentrop.

## Wetenswaardigheden
Er was ook een orgelbouwer Martinus of Martin Vermeulen, gevestigd in Woerden aan de Achterstraat 6. Het gebouw is een gemeentelijke monument. 
Adema · Gebroeders Van der Aa · Jacobus Armbrost · Bakker & Timmenga · Johann Bätz · Jonathan Bätz · Joseph Binvignat · Sander Booij · Martin Butter · Van Dam · Matthijs van Deventer · Geert Pieters Dik · Johannes Duyschot · Roelof Barentszn Duyschot · Bernhardt Edskes · Marten Eertman · Gerardus Elberink · Elbertse · Antoon van Elen · Flentrop · Dirk Flentrop · Heinrich Hermann Freytag · Rudolf Garrels · Justus Geerkens · Pieter Geerkens · Gradussen · Albertus van Gruisen · Willem van Gruisen · Nicolaas van Hagen · Willem Hardorff · Hendrik Hermanus Hess · Jan van den Heuvel · Jan Adolf Hillebrand · Albertus Antoni Hinsz · Bernard Petrus van Hirtum · Nicolaas van Hirtum · Cornelis Hoornbeek · Klop Orgels & Klavecimbels · Hermanus Knipscheer · Johan Frederik Kruse · Ernst Leeflang · Lohman · Jan van Loo · Michaël Maarschalkerweerd · Pieter Maarschalkerweerd · Abraham Meere · Roelf Meijer · Michaël Mercator · Carl Friedrich August Naber · Familie Niehoff · Cornelis van Oeckelen · Petrus van Oeckelen · Detlef Onderhorst · Pels & Van Leeuwen · Pereboom & Leijser · Elbert Pluer · Radersma · Joachim Reichner  · Reil · Cornelis Rogier · Mense Ruiter · Conradus Ruprecht II · Hans Wolff Schonat · Franciscus Cornelius Smits · Frans Casper Snitger · Johannes Stephanus Strümphler · Johannes Wilhelmus Timpe · Valckx & Van Kouteren · Kam & Van der Meulen · Henk Veeningen · Matthijs Verhofstadt · Vermeulen · Verschueren · Johannes Vollebregt · Jacobus Vollebregt · Van Vulpen · Christian Gottlieb Friedrich Witte · Johan Frederik Witte · Lodewijk Ypma · Jacobus Zeemans
Zuid-Nederlands orgelbouwer (voor 1830)